# Salánki János
Salánki János (Debrecen, 1929. május 11. – Budapest, 2003. január 29.) magyar biológus, neurobiológus, neurofiziológus, környezetbiológus, malakológus, a biológiai tudományok doktora, a Magyar Tudományos Akadémia rendes tagja. A legfontosabb tudományos eredményeket a puhatestűek neurobiológiai kutatása, idegrendszeri szabályozómechanizmusuk és idegélettani funkcióik környezetbiológiai meghatározottságának vizsgálatában érte el. Nevéhez fűződik a kagylók bioindikátorként való alkalmazása a vízminőség, a vízszennyezettség jelzésére (kagylómonitor), valamint a csigák neurális hálózatának feltérképezése. 1962 és 1990 között az MTA Balatoni Limnológiai Kutatóintézet igazgatója volt.

## Életútja
1954-ben a Debreceni Orvostudományi Egyetemen (DOTE) szerzett orvosi oklevelet. 1952-től 1955-ig az egyetem kórélettani intézetében gyakornokoskodott Kesztyűs Loránd mellett, majd 1955-től 1959-ig a moszkvai Lomonoszov Egyetemen töltötte aspirantúráját Hacsatur Kostojanc irányítása alatt. 1959-ben itt szerezte meg a biológiai tudományok kandidátusa címet. Hazatérése után, 1960-ban visszatért a DOTE élettani intézetébe, ahol 1962-ig tudományos munkatársként tevékenykedett. 1962-ben kinevezték az MTA Tihanyi Biológia Kutatóintézetének – 1982 utáni nevén MTA Balatoni Limnológiai Kutatóintézetének – igazgatójává, s majd három évtizeden keresztül, 1990-ig irányította az intézetben folyó tudományos kutatómunkát. Egyidejűleg 1965-ben a nápolyi Zoológiai Állomás, 1965–1966-ban a Southamptoni Egyetem élettani tanszékének vendégprofesszora volt, ezeken kívül tanulmányúton járt az Amerikai Egyesült Államokban és a Szovjetunióban is. 1971-ben megszerezte a biológiai tudományok doktora címet. 1991-től a tihanyi kutatóintézet, 1998 után a Veszprémi Egyetem kutatóprofesszora volt. 1995 után kormányzati megbízásból a vízminőségi laboratóriumok munkájának koordinációját felügyelte.
Felesége S. Rózsa Katalin (1930) neurobiológus, a biológiai tudományok doktora. 1960-ban kötött házasságukból két leánygyermek született, egyikük, Salánki Katalin (1964) növényvirológus.

## Munkássága
Fő kutatási területe a puhatestűek neurobiológiája, valamint az összehasonlító állatélettan, az állati központi idegrendszer és az életfolyamatok, az immunitás környezetbiológiai meghatározottsága volt. Behatóan tanulmányozta az életműködés ritmikus jellegét, a periodikusan váltakozó aktív és nyugalmi szakaszok élettani sajátosságait (pl. szívműködés, légzés, vázizommozgás, anyagcsere) és idegrendszeri szabályozását.
Kísérletes kutatásai során feltárta az idegsejt-aktivitás endogén és perifériás meghatározottságát puhatestűekben, felderítette az idegrendszer szabályozómechanizmusában részt vevő kémiai anyagok (pl. glutamát, szerotonin, paramiozin, acetilkolin) szerepét. Az idegsejtek kémiai érzékenységének elektrofiziológiai vizsgálata során feleségével, S. Rózsa Katalinnal együtt sejttérképet készített a Helix- és Lymnaea-fajok idegrendszeréről, elsőként tárta fel és sejtszinten lokalizálta a csigák ízérző ajakreceptorait és központi idegrendszerük neuronhálózatát, tipologizálta óriásneuronjaik idegsejtmembránjait. A puhatestűek idegsejthálózatának kémiai érzékenységére irányuló kutatásai vezettek egyik legjelentősebb eredményéhez: felismerte a vízbe került szennyezőanyagoknak a tavi kagylók idegélettani és filtrációs folyamataira gyakorolt hatását. Ez alapján kidolgozta a vízszennyezettség biológiai indikálására alkalmas kagylómonitor eljárást. Ezek mellett behatóan foglalkozott a balatoni állati szervezetek nehézfém-szennyezettségével, és sikeresen rekonstruálta a fémhalmozódás és -kiürülés sejtszintű folyamatát.
Igazgatóként nemzetközi szinten is kiemelkedő tudományos műhelyt szervezett a tihanyi Balatoni Limnológiai Kutatóintézetben, melynek fő profiljai a gerinctelenek neurobiológiai kutatása és limnológiai vizsgálatok voltak. Magyarországon elsőként itt alkalmaztak mikro-elektrofiziológiai módszereket az idegi folyamatok kutatásában, felszerelték az első mikroelektródával dolgozó neurobiológiai laboratóriumot. Szintén a tihanyi munkaközösség vezette be a mikroiontoforézis vizsgálati technikáját. 1967-ben, 1971-ben, 1988-ban, 1991-ben, 1995-ben és 1999-ben nemzetközi gerinctelen-neurobiológiai, 1973-ban, 1977-ben és 1984-ben limnológiai szimpóziumokat, 1979-ben biofizikai vándorgyűlést szervezett Tihanyban.
1983-tól haláláig az Acta Biologica Hungarica főszerkesztője volt, szerkesztőbizottsági tagként részt vett az Acta Physiologica Hungarica és négy külföldi szakfolyóirat kiadásában is. Pályája során mintegy 260 szakcikket, közleményt publikált.

### Társasági tagságai és elismerései
1976-ban a Magyar Tudományos Akadémia levelező, 1987-ben rendes tagjává választották, 1985-től 1996-ig volt a Veszprémi Akadémiai Bizottság elnöke.  Tagja volt az MTA zoológiai (1961–1967) és élettani bizottságainak (1967-től haláláig), tanácskozói joggal részt vett a biológiai osztály munkájában (1967–1976), emellett tagja volt a környezet- és egészségbizottságnak, a környezettudományi elnökségi bizottságnak, valamint a neurobiológiai bizottságnak is. 1982-től 1993-ig a Magyar Élettani Társaság idegtudományi szakosztályát, 1983-tól 1990-ig a Tudományos Ismeretterjesztő Társulat biológiai választmányát elnökölte. Nemzetközi színtéren is kivette a részét több tudományos társaság tevékenységéből, így 1988 és 1991 között a Biológiai Tudományok Nemzetközi Szövetségének (IUBS) elnöke, 1989 és 1995 között a közreműködésével megszervezett, tihanyi székhelyű Gerinctelen Állatok Neurobiológiája Nemzetközi Társaságának (ISIN) alapító elnöke volt. 1987 és 1996 között tagja volt a Nemzetközi Tóvédelmi Alapítvány (ILEC) tudományos bizottságának, 1988 után az IUBS interdiszciplináris bioindikációs bizottságát vezette.
1972-ben Akadémiai Díjat kapott, 1982-ben Bugát Pál-emlékérmet vehetett át. Emellett kitüntetettje volt a Munka Érdemrend ezüst (1967) és arany (1977) fokozatának is.

### Főbb művei
- Neurobiology of invertebrates. Budapest: Akadémiai. 1976.   (szerzőtársakkal)
- Neurobiology of invertebrates: Mechanisms of integration. Budapest: Akadémiai. 1981.   (szerzőtársakkal)
- Új utak a környezetszennyezés biológiai indikálásában. Budapest: Akadémiai. 1992.